# 1741 w polityce

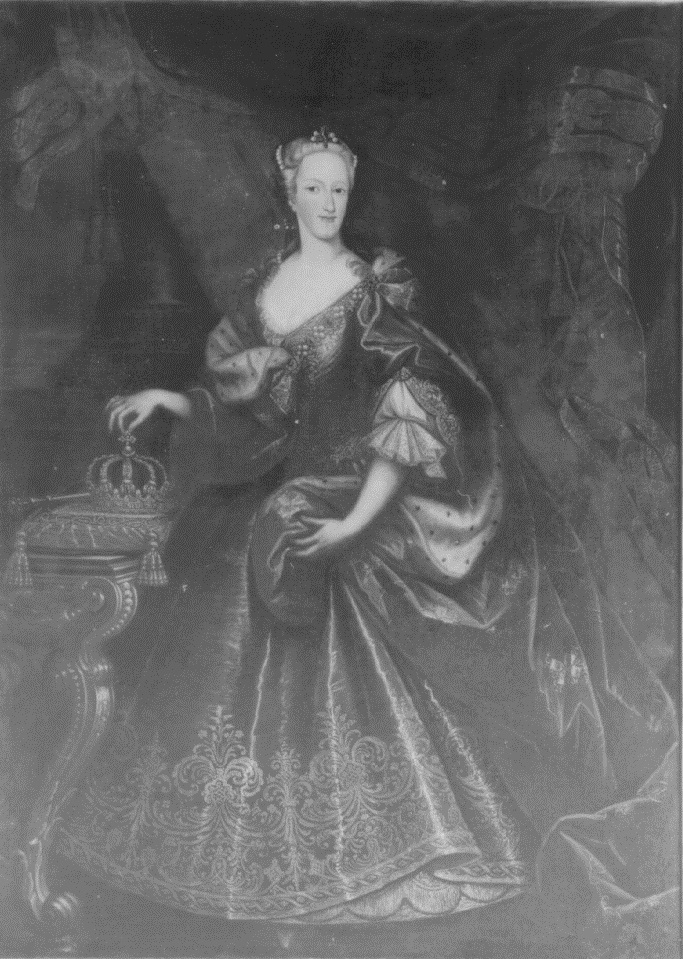
Elżbieta Teresa Lotaryńska

Wydarzenia polityczne w 1741 roku.

## Zmarli
- Elżbieta Teresa Lotaryńska, królowa Sardynii[1].
- Ulryka Eleonora Wittelsbach, królowa Szwecji[2].